# Young Guns (Go for It!)
Young Guns (Go for It) è un singolo del duo pop britannico Wham!, pubblicato nel 1982 ed estratto dall'album Fantastic.
Il brano è stato scritto e coprodotto da George Michael.

## Tracce
- 7"

1. Young Guns (Go for It) – 3:40
2. Going for It – 3:40

## Classifiche
| Classifica (1982/83)     | Posizione massima |
| ------------------------ | ----------------- |
| Australia                | 4                 |
| Belgio (Fiandre)         | 8                 |
| Finlandia                | 11                |
| Germania                 | 20                |
| Irlanda                  | 3                 |
| Norvegia                 | 10                |
| Nuova Zelanda            | 4                 |
| Paesi Bassi              | 9                 |
| Regno Unito              | 3                 |
| Stati Uniti (dance club) | 21                |
| Svezia                   | 1                 |